# JPLUS
JPLUS（ジェイプラス）はCOMMがシンガポールで発行するフリーペーパー。1997年7月創刊。『J+PLUS』という表記方法もある。

## 概要
- 発行日　毎月1日
- 版形　A4変形判（天地300mm×左右220mm）中綴じ　28~36ページ　全ページフルカラー
- 発行部数　20,000部
- 配布場所 大手日系デパート、書店、ホテルなど、シンガポール島内600カ所。成田空港にも配布。定期購読も可能。
- 読者ターゲット 
  - 日本人駐在員
  - 日本人観光客
  - 日本人主婦

## 特徴
シンガポールでの無料媒体としては最大の発行部数、発刊号数を誇るフリーマガジン。最新のレストラン情報、新商品情報、日本の時事ニュースなど1冊でカバーしている。毎号特集を組むなど、広告と記事をどちらも充実させる方針がとられている。